# Ruta 4 (Paraguay)
La Ruta PY04 «General José Eduvigis Díaz» es una carretera paraguaya que une la ciudad de San Ignacio Guazú, en el Departamento de Misiones, con el pueblo de Paso de Patria en el Departamento de Ñeembucú. Su extensión es de 197 kilómetros. Se prevé una futura construcción de un tramo entre Paso de Patria e Itapirú.

## Ciudades
Las ciudades y pueblos de más de 3.000 habitantes por los que pasa esta ruta de este a oeste son:
| Kilómetro | Localidad         | Departamento | Empalme |
| --------- | ----------------- | ------------ | ------- |
| 0         | San Ignacio Guazú | Misiones     | PY01    |
| 99        | Guazú Cuá         | Ñeembucú     |         |
| 100       | Tacuaras          | Ñeembucú     |         |
| 137       | Pilar             | Ñeembucú     | PY19    |
| 177       | Humaitá           | Ñeembucú     |         |
| 189       | Paso de Patria    | Ñeembucú     | PY20    |
| 193       | Fuerte Itapirú    | Ñeembucú     |         |

| Paraguay | Rutas Nacionales de Paraguay (recategorización por el M.O.P.C desde 2019) |  |
| --- | ------------------------------------------------------------------------- |  |
| PY01 - PY02 - PY03 - PY04 - PY05 - PY06 - PY07 - PY08 - PY09 - PY10 - PY11 PY12 - PY13 - PY14 - PY15 - PY16 - PY17 - PY18 - PY19 - PY20 - PY21 - PY22 |                                                                           |  |